# Jean Brooks
Jean Brooks (nascida Ruby Matilda Kelly; 23 de dezembro de 1915 — 25 de novembro de 1963) foi uma atriz e cantora estadunidense que apareceu em mais de trinta filmes. Embora nunca tenha alcançado o estrelato em Hollywood, teve vários papéis de destaque no início dos anos 1940 como uma atriz contratada para a RKO Radio Pictures.
Nascida em Houston, Brooks passou sua infância no Texas e na Costa Rica. Começou sua carreira como cantora e guitarrista de clubes na cidade de Nova Iorque antes de ser escalada para vários papéis secundários menores em filmes. Mais tarde, apareceria em papéis coadjuvantes nas produções em série da Universal Pictures Flash Gordon Conquers the Universe (1940) e The Green Hornet Strikes Again! (1941). Em 1942, Brooks assinou um contrato com a RKO e apareceu em vários filmes do estúdio, incluindo The Leopard Man (1943), The Seventh Victim (1943) e Youth Runs Wild (1944).
Sua vida e carreira posteriores foram marcadas por lutas com alcoolismo, e uma série de aparições públicas bêbadas resultou no encerramento de seu contrato com a RKO. Em 1948, fez sua última aparição no cinema em Women in the Night (1948) antes de abandonar sua carreira como atriz e se mudar para São Francisco. Morreu em 1963 de complicações decorrentes de seu alcoolismo.

## Início de vida
Brooks, nome verdadeiro Ruby Matilda Kelly, nasceu em 23 de dezembro de 1915 em Houston, Texas, sendo a quarta filha de Horace e Robina Kelly. Através de sua mãe, Brooks era descendente de ingleses e canadenses. Seus dois irmãos mais velhos, Horace Jr. e Ernest, eram adolescentes na época em que ela nasceu; um terceiro filho morreu em 1912 aos sete anos de tétano.
Brooks passou seus primeiros anos no Texas mas depois da morte de seu pai durante sua infância, ela e sua mãe se mudaram para a Costa Rica, o país natal de sua mãe. Lá, eles moraram na plantação de café do avô de Brooks. Desta maneira, Brooks era bilíngue, fluente em inglês e espanhol. Durante sua adolescência, Brooks mudou-se com sua mãe para Nova Iorque, com planos de frequentar a faculdade.

## Carreira

### Início

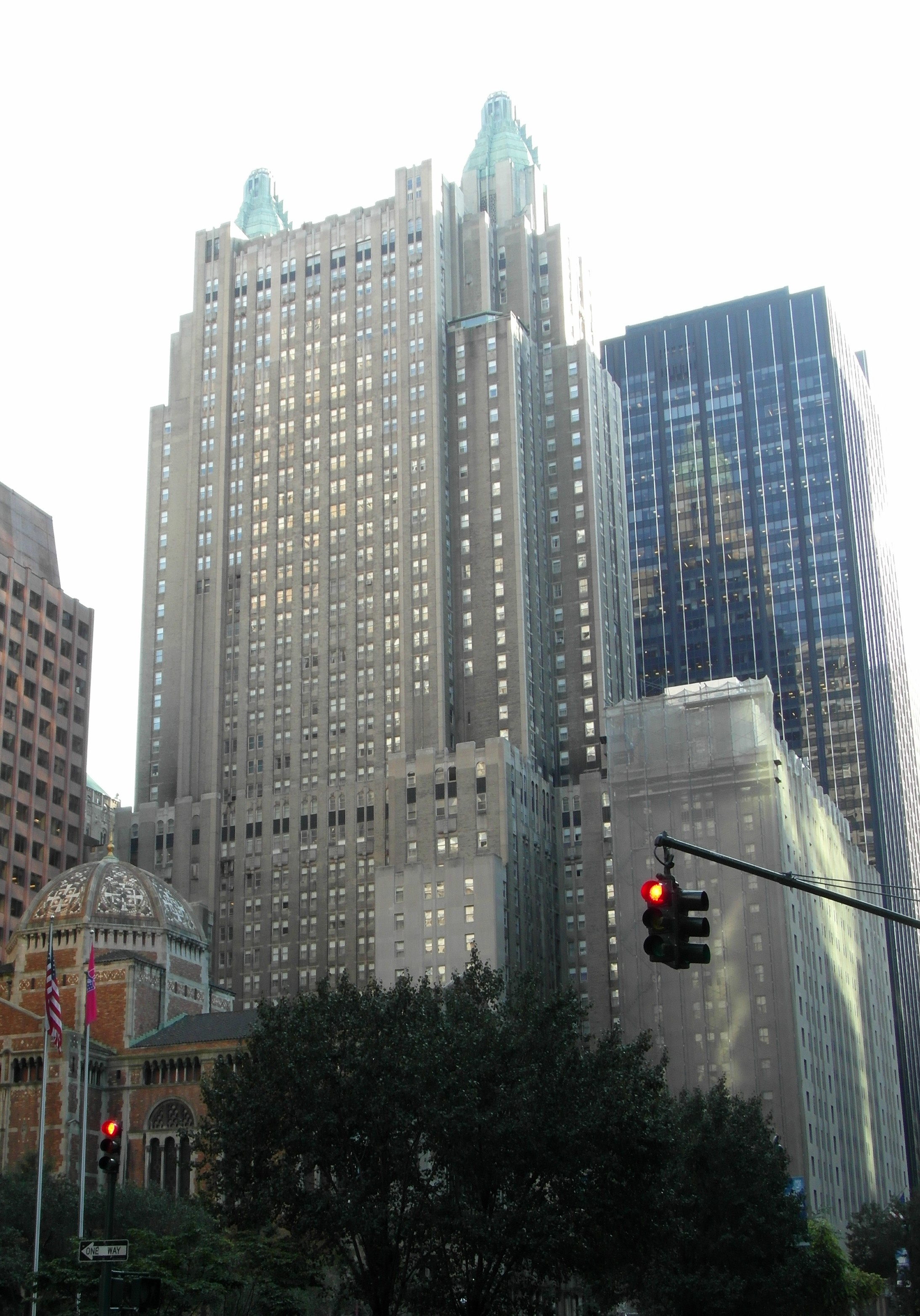
Waldorf-Astoria Hotel em 2012

Brooks começou sua carreira profissional como cantora no Waldorf-Astoria Hotel de Nova York, onde cantou e se apresentou como guitarrista na orquestra de Enric Madriguera. Adotou o nome Jeanne Kelly para sua carreira no entretenimento, para não ser confundida com a atriz Ruby Keeler. Com a ajuda de Erich von Stroheim, que Brooks conheceu enquanto trabalhava no Waldorf-Astoria Hotel, começou sua carreira de atriz, atuando no filme Obeah! (1935).
Depois de ter participado em Frankie and Johnnie e Tango-Bar (ambos em 1935), estrelou ao lado de von Stroheim em The Crime of Dr. Crespi (1935). Brooks se separou de von Stroheim algum tempo depois de Crespi. Ela então atuou no melodrama teatral Name Your Poison, ao lado de Lenore Ulric, que estreou no Sam S. Shubert Theatre em Newark, Nova Jérsei em 20 de janeiro de 1936.
Em 1938, Brooks tentou voltar a atuar no cinema. Após uma falha num teste com a 20th Century Fox, e o colapso da Major Productions (que havia assinado com Brooks três semanas antes de fechar as portas), assinou um contrato para estrelar filmes em espanhol para a Paramount Pictures. Conseguiu dois papéis principais na Paramount, atuando sob a nome artístico Robina Duarte; sua fluência em espanhol permitiu-lhe desempenhar os papéis com eficácia.
Depois que o contrato da Paramount foi concluído, Brooks passou mais um ano aceitando pequenas peças. Em 1940, assinou um contrato com a Universal Studios, desempenhando pequenos papéis em filmes; é vista brevemente em Buck Privates, Flash Gordon Conquers the Universe e The Green Hornet Strikes Again. Brooks foi premiada com seu primeiro papel principal em um longa-metragem, interpretando Laura no thriller de aventura The Devil's Pipeline em 1940. A Variety criticou sua atuação, descrevendo-a como "chata".

### Contrato com a RKO

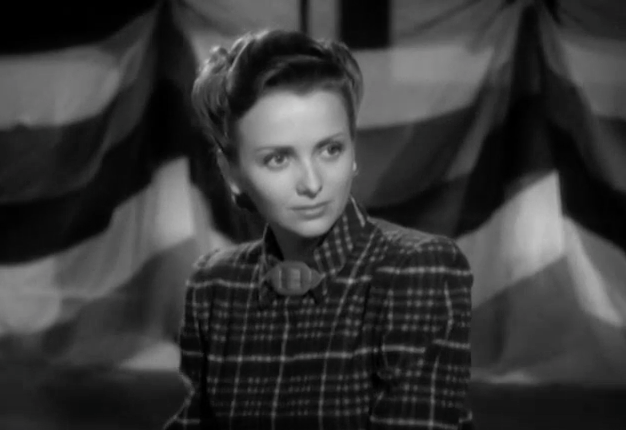
Brooks em The Falcon in Danger (1943)

Em 1941, Jean conheceu e se casou com o escritor e futuro diretor de cinema Richard Brooks, e passou a utilizar o nome artístico Jean Brooks. Em 1943, assinou um contrato com a RKO Radio Pictures. Na RKO, Brooks alcançaria seu maior sucesso, embora o estrelato a iludisse. Apareceu em seis filmes da série de filmes de mistério The Falcon antes de ser escalada para o papel da heroína Kiki Walker no filme de terror produzido por Val Lewton The Leopard Man (1943), dirigido por Jacques Tourneur. O crítico Bosley Crowther, do The New York Times, fez uma análise negativa do filme, dizendo: "A coisa mais horrível sobre ele é que ele realmente aparece na tela."
Depois de filmar The Leopard Man, Brooks apareceu em um segundo filme de terror produzido por Val Lewton, interpretando a deprimida adoradora do demônio Jacqueline Gibson em The Seventh Victim (1943), que é talvez o papel mais lembrado da carreira de Brooks. Embora o filme não tenha se dado bem com o público na época de seu lançamento,  foi elogiado pela crítica, atingindo uma pontuação de 94% no Rotten Tomatoes. Coincidentemente, enquanto retratava a deprimida Jacqueline, a própria vida de Brooks estava desmoronando: durante as filmagens de The Seventh Victim, Brooks se separou de seu marido; ela e Richard Brooks se divorciaram no ano seguinte, em 1944. Também houve rumores na época de que ela havia começado a beber muito.

### Alcoolismo e aposentadoria
Depois de seu muito divulgado divórcio, Jean permaneceu em Los Angeles e tentou retomar sua carreira. Embora tenha continuado a conseguir papéis proeminentes na RKO ao longo de 1944, mais notavelmente The Falcon and the Co-eds e Youth Runs Wild, sua carreira começou a desmoronar e ela começou a visivelmente ganhar peso, como resultado do alcoolismo. Chegou ébria à estreia de First Yank into Tokyo; Kurt Crivello, um historiador de cinema que estava na estreia, descreveu sua aparência: "Jean Brooks, é triste dizer, estava bêbada. Ela estava muito, muito embriagada; deve ter bebido a noite toda no trem [...] algumas pessoas estavam rindo dela. Anne Jeffreys e Jane Greer pareciam tão envergonhadas. Foi realmente muito triste." Em outros casos, Brooks teria desmaiado em público.
Em 1946, as ações de Brooks na RKO haviam caído para o nível mais baixo de todos os tempos: tendo interpretado protagonistas femininas nos filmes da série Falcon, agora estava reduzida a um pequeno papel em The Falcon's Alibi. Sua luta contra o alcoolismo e suas aparições públicas desgrenhadas resultaram em atritos com os executivos da RKO, e Brooks supostamente rasgou seu contrato antes que pudessem demiti-la. O historiador de cinema Doug McClelland se referiu a Brooks como "a neurótica residente da RKO" por causa de seu comportamento enquanto trabalhava para o estúdio. Seu último filme com a RKO foi o drama de guerra The Bamboo Blonde, lançado em julho de 1946. Dois anos depois, Brooks fez sua última aparição no cinema em Women in the Night (1948).

## Vida pessoal

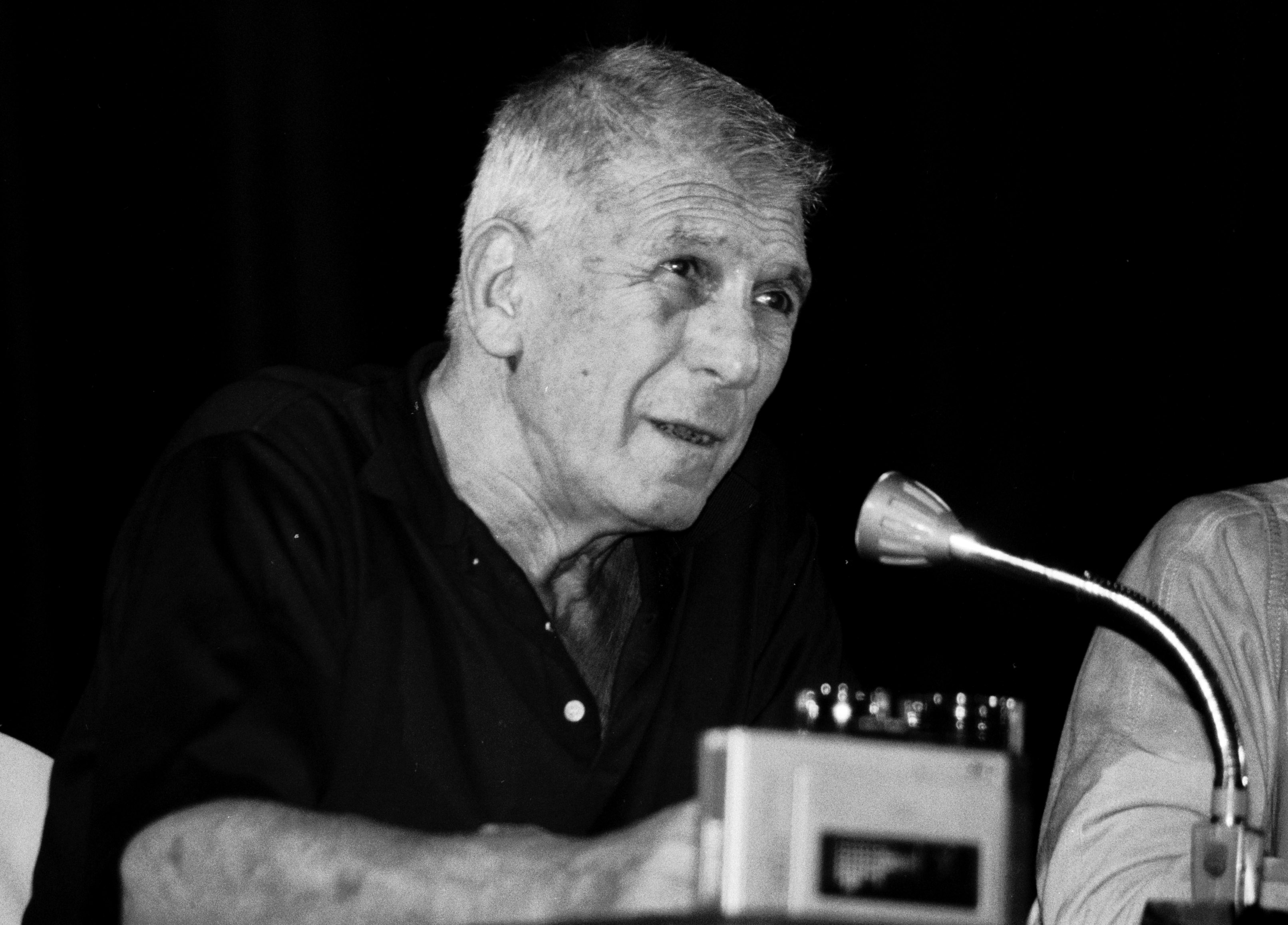
Richard Brooks em 1986

Brooks casou-se com o roteirista Richard Brooks em 1941; eles se divorciaram em 13 de setembro de 1944 em Los Angeles. Em meados da década de 1950, Brooks casou-se com o editor do San Francisco Examiner, Thomas H. Leddy, com quem foi casada até a morte. Uma protestante, Brooks se converteu ao catolicismo após o casamento com Leddy em 1956. O casal residia em San Francisco, onde Brooks trabalhava como procuradora de anúncios classificados.

### Morte
Em novembro de 1963, Brooks foi internada no Kaiser Richmond Field Hospital em Richmond, Califórnia, sofrendo de complicações da cirrose de Laennec, com a qual vivia nos últimos cinco anos. Em 25 de novembro de 1963, Brooks entrou em coma hepático e morreu da doença às 18h35min (horário local). Seu atestado de óbito indicava que sofrera de "inadequação nutricional" por 15 anos, provavelmente devido ao alcoolismo.
Brooks foi sepultada no mar no ano seguinte, em 10 de setembro de 1964. Isso foi relatado nos jornais da Costa Rica, embora não houvesse obituários e, aparentemente, nenhum conhecimento de sua morte em Hollywood. Seu ex-marido, Richard Brooks, morreu em 1992 sem saber seu paradeiro ou de sua morte.
Em 7 de agosto de 1990, 27 anos após a morte de Brooks, a seguinte matéria apareceu no The Hollywood Reporter: "Alguém sabe o paradeiro de Jean Brooks? Uma vez casada com o diretor Richard Brooks, daí o nome, era também conhecida como Jeanne Kelly e sob contrato com a Universal e a RKO na década de 1940 [...] Até Richard B[rooks] e vários ex-amigos da atriz dizem que perderam todo o contato com ela."

## Filmografia
| Ano  | Título                             | Papel                        | Notas                        | Ref.   |
| ---- | ---------------------------------- | ---------------------------- | ---------------------------- | ------ |
| 1935 | Obeah!                             | —                            | Creditada como Jeanne Kelly  | [ 28 ] |
| 1935 | Frankie and Johnnie                | Cabaret Girl                 | Não creditada                | [ 29 ] |
| 1935 | Tango-Bar                          | —                            | Não creditada                | [ 29 ] |
| 1935 | The Crime of Dr. Crespi            | Miss Gordon                  | Creditada como Jeanne Kelly  | [ 28 ] |
| 1936 | The Wife of the Party              | The Wife                     | Série da Big V Comedies      | [ 30 ] |
| 1938 | Wedding Yells                      | —                            | Série da Big V Comedies      | [ 31 ] |
| 1938 | El Trovador de la radio            | Nina                         | Creditada como Robina Duarte | [ 32 ] |
| 1939 | El Milagro de la calle mayor       | Nina                         | Creditada como Robina Duarte | [ 29 ] |
| 1939 | El otro soy yo                     | —                            | Creditada como Robina Duarte | [ 33 ] |
| 1939 | The Invisible Killer               | Gloria Cunningham            |                              | [ 29 ] |
| 1939 | Miracle on Main Street             | Nina                         | Creditada como Jeanne Kelly  | [ 28 ] |
| 1940 | The Invisible Man Returns          | —                            | Não creditada                | [ 34 ] |
| 1940 | Flash Gordon Conquers the Universe | Olga, Blonde Ming Henchwoman | Não creditada                | [ 29 ] |
| 1940 | Son of Roaring Dan                 | Eris Brooke                  | Creditada como Jeanne Kelly  | [ 28 ] |
| 1940 | The Devil's Pipeline               | Laura Larson                 |                              | [ 29 ] |
| 1941 | The Green Hornet Strikes Again!    | Gloria Manning               |                              | [ 29 ] |
| 1941 | Buck Privates                      | Camp Hostess                 | Creditada como Jeanne Kelly  | [ 28 ] |
| 1941 | Meet the Chump                     | Madge Reilly                 | Creditada como Jeanne Kelly  | [ 28 ] |
| 1941 | A Dangerous Game                   | Anne Bennett                 | Creditada como Jeanne Kelly  | [ 28 ] |
| 1941 | Too Many Blondes                   | Agel De Vol                  | Creditada como Jeanne Kelly  | [ 28 ] |
| 1941 | For Beauty's Sake                  | Beauty Shop Operator         | Creditada como Jeanne Kelly  | [ 28 ] |
| 1941 | Riders of Death Valley             | Mary Morgan                  |                              | [ 29 ] |
| 1941 | Man from Montana                   | Linda Thompson               | Creditada como Jeanne Kelly  | [ 28 ] |
| 1941 | Badlands of Dakota                 | Bella Union Girl             | Não creditada                | [ 35 ] |
| 1941 | Fighting Bill Fargo                | Linda Tyler                  | Creditada como Jeanne Kelly  | [ 28 ] |
| 1942 | Klondike Fury                      | Rae Langton                  |                              | [ 29 ] |
| 1942 | Boot Hill Bandits                  | May Meadows                  |                              | [ 29 ] |
| 1942 | The Boss of Big Town               | Iris Moore                   |                              | [ 29 ] |
| 1943 | The Falcon Strikes Back            | Spanish Girl                 | Não creditada                | [ 29 ] |
| 1943 | The Leopard Man                    | Kiki Walker                  |                              | [ 29 ] |
| 1943 | The Falcon in Danger               | Iris Fairchild               |                              | [ 29 ] |
| 1943 | The Seventh Victim                 | Jacqueline Gibson            |                              | [ 29 ] |
| 1943 | The Falcon and the Co-eds          | Vicky Gaines                 |                              | [ 29 ] |
| 1944 | A Night of Adventure               | Julie Arden                  |                              | [ 29 ] |
| 1944 | Youth Runs Wild                    | Mary Hauser Coates           |                              | [ 29 ] |
| 1944 | The Falcon in Hollywood            | Roxanna Miles                |                              | [ 29 ] |
| 1945 | Two O'Clock Courage                | Barbara Borden               |                              | [ 29 ] |
| 1946 | The Falcon's Alibi                 | Baroness Lena                |                              | [ 29 ] |
| 1946 | The Bamboo Blonde                  | Marsha                       |                              | [ 29 ] |
| 1948 | Women in the Night                 | Maya                         |                              | [ 29 ] |

## Teatro
| Ano  | Título           | Papel | Local                                        | Ref.   |
| ---- | ---------------- | ----- | -------------------------------------------- | ------ |
| 1936 | Name Your Poison | —     | Sam S. Shubert Theatre (Newark, Nova Jérsei) | [ 11 ] |